# Pálos kolostor (Martonyi)
Martonyi falun kívül, erdők között, kisebb emelkedésen áll a magyar pálos rend egykori (háromhegyinek is nevezett) kolostorának meglehetős épségben megmaradt romja. 2001-ben megkezdődött a templomhajó teljes újjáépítése, megtörtént a befedése is.

## A templom építészete
A templom egyhajós, 26,5 m hosszú, 12,5 m széles. A kolostort Martonyi nemesek, Tekes fiai alapították 1341-ben. 1347-ben épült fel, gótikus stílusban. A Boldogságos Szűz tiszteletére emelt templom szentélyének három oltárát 1411-ben János egri segédpüspök szentelte fel. A környék más kolostoraival nagyjából egy időben, 1550 körül vált lakhatatlanná. A 16. század végétől romossá is vált. A kolostor templomának falai és diadalíve viszonylag jó állapotban megmaradt. A régészeti feltárás számos eredeti kőfaragványt hozott a felszínre, így a rekonstrukció során lehetőség nyílt az eredeti állapot helyreállítására. A tetőszerkezetet zsindellyel fedték be, az oromfalakat stabilizálták, a támpilléreket ismét fölépítették. A következő rekonstrukciós szakaszban akarják a szentély és a templom belső részét is helyreállítani, aminek határideje a pénzügyi lehetőségektől, pályázatoktól függ.

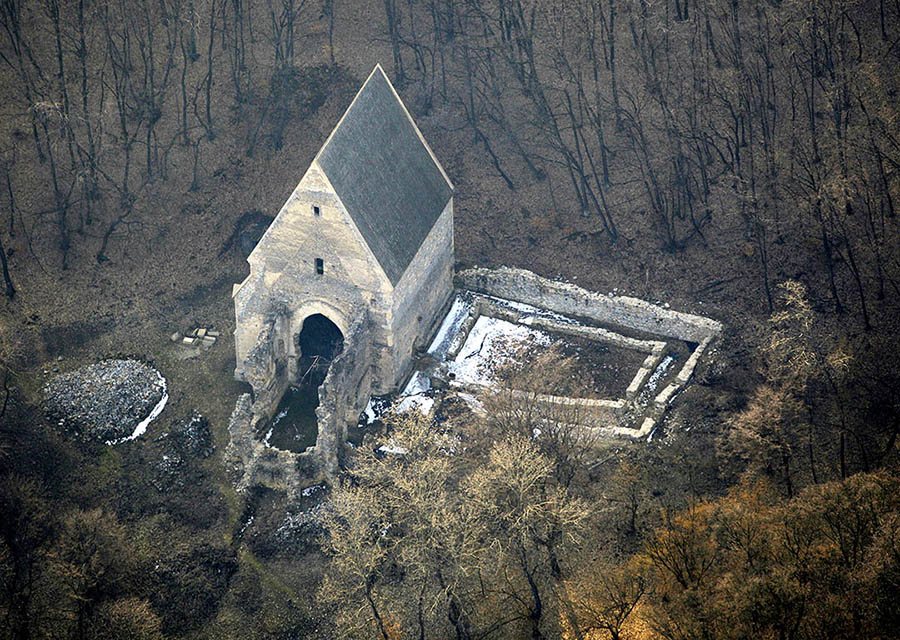
A martonyi Pálos kolostor légi felvételen

## Megközelítés
Az épület az Aggteleki Nemzeti Park területén található az alábbi koordinátákkal kijelölt helyen:
Szélesség N 48° 29,192'

Hosszúság E 20° 44,105'

Magasság: 414 m

Megye: Borsod-Abaúj-Zemplén, (Cserehát)
"Martonyi szélén (N 48° 27,990' E 20° 46,051') kiinduló zöld aszfalt úton vezet fel a TV torony felé. Az aszfaltútról a N 48° 28,691' E 20° 44,846' ponton indul a zöld turista út a kolostorhoz. Itt van egy kiszélesedő rész az aszfaltút mellett, ott jól lehet parkolni. Autóval, motorral tilos behajtani a kolostorhoz vezető erdőgazdasági útra!"